# Ryan Donowho
Ryan Donowho, född 20 september 1980 i Houston, Texas, är en amerikansk skådespelare och musiker. Han är numera bosatt i Brooklyn, New York. Han är känd från bland annat The Pacific and Eddie, Imaginary Heroes, Flakes, Strangers with Candy och OC där han spelade Johnny Harper. Han är också känd från rockbandet Pagoda där han förut spelade trummor.